# Contea di Fayette (Pennsylvania)
La contea di Fayette (in inglese Fayette County) è una contea dello Stato della Pennsylvania, negli Stati Uniti. Al censimento del 2000 la popolazione era di 148 644 abitanti. Il suo capoluogo è Uniontown.

## Geografia fisica
La contea si trova nel sud-ovest dello Stato, al condine con Maryland e Virginia Occidentale. L'U.S. Census Bureau certifica che l'estensione della contea è di 2067 km², di cui 2046 km² composti da terra e i rimanenti 21 km² composti di acqua.
La contea è delimitata a nord dal Jacobs Creek; a est dalla Laurel Hill, dal fiume Youghiogheny e dal lago Youghiogheny;  a ovest dal fiume Monongahela. È composta da una regione collinare sull’altopiano di Allegheny che si eleva fino ai monti Allegheny a est.

### Contee confinanti
- Contea di Westmoreland - nord
- Contea di Somerset - est
- Contea di Garrett (Maryland) - sud-est
- Contea di Preston (Virginia Occidentale) - sud
- Contea di Monongalia (Virginia Occidentale) - sud-ovest
- Contea di Greene - ovest
- Contea di Washington - nord-ovest

## Storia
La contea di Fayette fu costituita il 26 settembre 1783 da parte della contea di Westmoreland. Il nome le è stato dato in onore del marchese di La Fayette, che aiutò il generale George Washington nella guerra d'indipendenza americana.

## Centri abitati

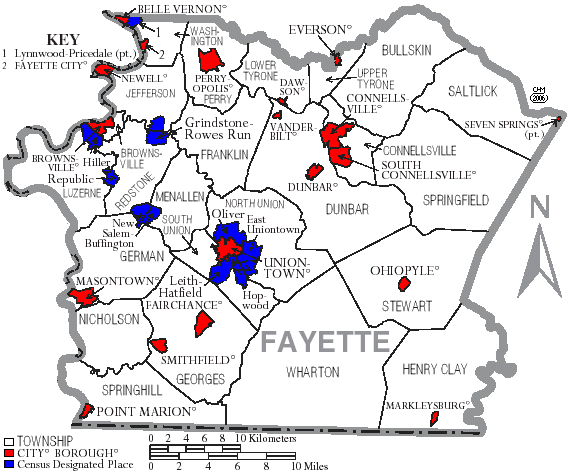
La mappa indica le città (cities) ed i distretti (boroughs) in rosso, le township in bianco, e i Census-designated place in blu

Per la legge della Pennsylvania, esistono quattro tipi di municipalità incorporate: città (cities), distretti (boroughs), township, e, in almeno due casi, paesi (towns). Le seguenti città, distretti e township si trovano nella contea di Fayette:

### City
- Connellsville
- Uniontown (capoluogo)

### Borough
| - Belle Vernon - Brownsville - Dawson - Dunbar - Everson - Fairchance | - Fayette City - Markleysburg - Masontown - Newell - Ohiopyle - Perryopolis | - Point Marion - Seven Springs - Smithfield - South Connellsville - Vanderbilt |

### Township
| - Brownsville - Bullskin - Connellsville - Dunbar - Franklin - Georges - German - Henry Clay | - Jefferson - Lower Tyrone - Luzerne - Menallen - Nicholson - North Union - Perry - Redstone | - Saltlick - South Union - Springfield - Springhill - Stewart - Upper Tyrone - Washington - Wharton |

### Census-designated place
| - Allison - Arnold City - Bear Rocks - Buffington - Chalkhill | - Deer Lake - East Uniontown - Edenborn - Fairhope - Farmington | - Grindstone - Hiller - Hopwood - Leith-Hatfield - Lemont Furnace | - Lynnwood-Pricedale - Naomi - New Salem - Oliver - Republic | - Ronco - Rowes Run - Smock - South Uniontown - Star Junction |